# Cratere Foucault
Foucault è un cratere lunare intitolato al fisico francese Léon Foucault. 

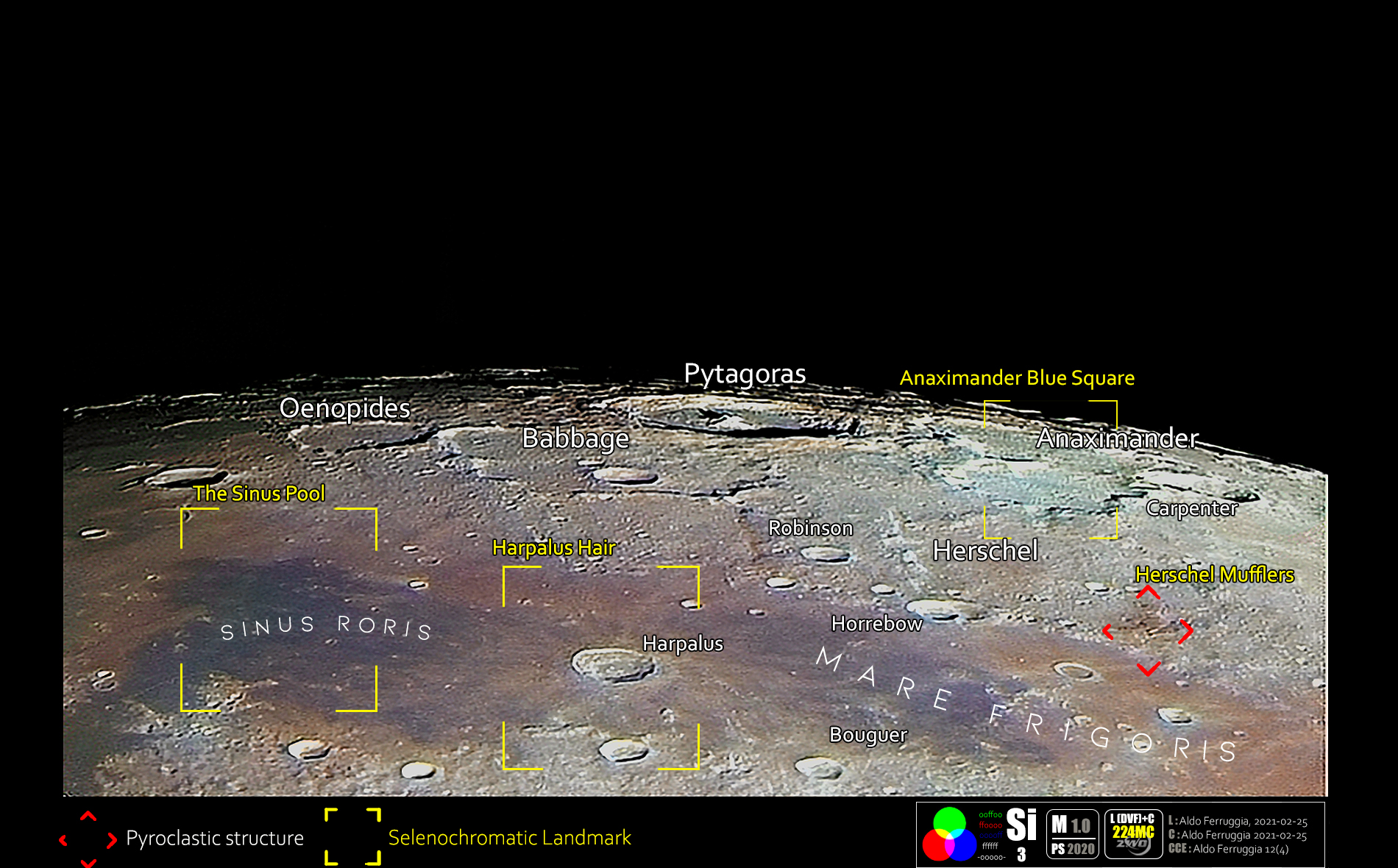
Il cratere e la sua zona nord.

Si trova lungo il confine meridionale del Mare Frigoris, a sudest del cratere Harpalus. L'accidentato terreno a sud di Foucault è il cratere Sharp. Il perimetro esterno di Foucault è irregolarmente circolare, con alcuni piccoli rigonfiamenti a sud e a nordest. Le pareti interne del bordo non presentano terrazzamenti, e scendono direttamente verso il fondo irregolare.